# Грінсендський хребет
51°10′00″ пн. ш. 0°22′00″ зх. д. / 51.166666666667° пн. ш. 0.36666666666667° зх. д.
Грінсендський хребет, також відомий як Вельден-Грінсенд  , — великий, часто лісистий, змішаний зелено-піщано-пісковиковий ескарп у південно-східній Англії. Утворюючи частину Вельда, колишнього густого лісу в Сассексі, Сурреї та Кенті, він проходить до та від узбережжя Східного Сассекса, огинаючи Гай-Вельд і Лоу-Вельд. Досягає найвищої висоти, 294 метри (965 футів), на пагорбі Лейт у графстві Суррей — другій за висотою точці в південно-східній Англії, тоді як інший пагорб на цьому пасмі, Блекдаун, є найвищою точкою в Сассексі з висотою 280 метри (919 футів)). Зі сходу хребет обмежено маршем Ромні.
Близько 51 відсотка Грінсендського хребта охороняється як національний парк Саут-Даунз, зона виняткової природної краси Кент-Даунз і зона виняткової природної краси Суррей-Гіллз.